# Heidi Renoth
Heidii Maria Renoth (ur. 28 lutego 1978 w Berchtesgaden) – niemiecka snowboardzistka, dwukrotna medalistka mistrzostw świata.

## Kariera
Po raz pierwszy na arenie międzynarodowej pojawiła się 11 listopada 1994 roku w Kaprun, gdzie w zawodach FIS Race zwyciężyła w slalomie. Nigdy nie wystąpiła mistrzostwach świata juniorów.
W zawodach Pucharu Świata zadebiutowała 24 listopada 1994 roku w Zell am See, zajmując szóste miejsce w slalomie równoległym (PSL). Tym samym już w swoim debiucie zdobyła pierwsze pucharowe punkty. Pierwszy raz na podium zawodów tego cyklu stanęła dwa dni później w tej samej miejscowości, kończąc rywalizację w gigancie na drugiej pozycji. W zawodach tych rozdzieliła swą rodaczkę, Amalie Kulawik i Austriaczkę Isabel Zedlacher. Łącznie 38 razy stawała na podium zawodów PŚ, odnosząc przy tym pięć zwycięstw: 2 w slalomie równoległym oraz 3 w slalomie. Najlepsze wyniki osiągnęła w sezonie 1996/1997, kiedy to zajęła czwarte miejsce w klasyfikacji generalnej, a w klasyfikacji slalomu była druga. Ponadto w sezonie 2001/2002 była druga w slalomie równoległym i gigancie, w sezonie 1994/1995 drugie miejsce zajęła w klasyfikacjach slalomu i PAR, a w sezonie 2002/2003 zajęła trzecie miejsce w klasyfikacji PAR.
Jej największym sukcesem jest złoty medal w slalomie wywalczony na mistrzostwach świata w San Candido w 1997 roku. Wyprzedziła tam Włoszkę Dagmar Mair unter der Eggen i Francuzkę Dorothée Fournier. Na rozgrywanych sześć lat później mistrzostwach świata w Kreischbergu zdobyła brązowy medal w slalomie równoległym. Lepsze okazały się tam jedynie Ursula Bruhin ze Szwajcarii i Francuzka Julie Pomagalski. Była też czwarta w PSL na mistrzostwach świata w Lienzu (1996), gigancie na mistrzostwach świata w San Candido (1997) i gigancie równoległym (PGS) mistrzostwach świata w Madonna di Campiglio (2001), walkę o podium przegrywając kolejno z Sondrą van Ert z USA, Włoszką Margheritą Parini i Austriaczką Manuelą Riegler. W 1998 roku wystartowała na igrzyskach olimpijskich w Nagano, gdzie zdobyła srebrny medal w gigancie. Uplasowała się tam między Karine Ruby z Francji i Austriaczką Brigitte Köck. Brała także udział w igrzyskach w Salt Lake City w 2002 roku, gdzie nie rozgrywano giganta, wystąpiła za to w gigancie równoległym, kończąc rywalizację na 21. pozycji.
W 2003 r. zakończyła karierę.

## Osiągnięcia

### Igrzyska olimpijskie
| Miejsce | Dzień     | Rok  | Miejscowość    | Konkurencja       | Zwyciężczyni   |
| ------- | --------- | ---- | -------------- | ----------------- | -------------- |
| 2.      | 9 lutego  | 1998 | Nagano         | Gigant            | Karine Ruby    |
| 21.     | 15 lutego | 2002 | Salt Lake City | Gigant równoległy | Isabelle Blanc |

### Mistrzostwa świata
| Miejsce | Dzień       | Rok  | Miejscowość          | Konkurencja       | Zwyciężczyni                |
| ------- | ----------- | ---- | -------------------- | ----------------- | --------------------------- |
| 4.      | 28 stycznia | 1996 | Lienz                | Slalom równoległy | Marion Posch                |
| 4.      | 21 stycznia | 1997 | San Candido          | Gigant            | Sondra van Ert              |
| 1.      | 23 stycznia | 1997 | San Candido          | Slalom            | -                           |
| 5.      | 25 stycznia | 1997 | San Candido          | Slalom równoległy | Dagmar Mair unter der Eggen |
| 43.     | 12 stycznia | 1999 | Berchtesgaden        | Gigant            | Margherita Parini           |
| 23.     | 14 stycznia | 1999 | Berchtesgaden        | Gigant równoległy | Isabelle Blanc              |
| 9.      | 23 stycznia | 2001 | Madonna di Campiglio | Gigant            | Isabelle Blanc              |
| 5.      | 24 stycznia | 2001 | Madonna di Campiglio | Gigant równoległy | Ursula Bruhin               |
| 22.     | 26 stycznia | 2001 | Madonna di Campiglio | Slalom równoległy | Isabelle Blanc              |
| 3.      | 13 stycznia | 2003 | Kreischberg          | Gigant równoległy | Ursula Bruhin               |
| DNF     | 15 stycznia | 2003 | Kreischberg          | Slalom równoległy | Isabelle Blanc              |

### Puchar Świata

#### Miejsca w klasyfikacji generalnej
- sezon 1994/1995: -
- sezon 1995/1996: 5.
- sezon 1996/1997: 4.
- sezon 1997/1998: 7.
- sezon 1998/1999: 13.
- sezon 1999/2000: 10.
- sezon 2000/2001: 11.
- sezon 2001/2002: -
- sezon 2002/2003: -

#### Miejsca na podium
1. Zell am See – 26 listopada 1994 (slalom) - 2. miejsce
2. Pitztal – 6 grudnia 1994 (slalom) - 1. miejsce
3. San Candido – 21 stycznia 1995 (slalom równoległy) - 3. miejsce
4. Bad Hindelang – 28 stycznia 1995 (slalom równoległy) - 1. miejsce
5. Mount Bachelor – 9 lutego 1995 (slalom) - 3. miejsce
6. Breckenridge – 14 lutego 1995 (gigant) - 3. miejsce
7. Breckenridge – 15 lutego 1995 (gigant) - 2. miejsce
8. Calgary – 25 lutego 1995 (slalom równoległy) - 2. miejsce
9. Zell am See – 21 listopada 1995 (gigant) - 2. miejsce
10. La Bresse – 13 stycznia 1996 (slalom równoległy) - 2. miejsce
11. Bad Hindelang – 4 lutego 1996 (gigant) - 2. miejsce
12. Kanbayashi – 11 lutego 1996 (slalom) - 1. miejsce
13. Mount Bachelor – 15 marca 1996 (slalom) - 2. miejsce
14. Tignes – 28 listopada 1996 (slalom równoległy) - 2. miejsce
15. Lenggries – 12 stycznia 1997 (slalom) - 1. miejsce
16. Lenggries – 11 stycznia 1997 (gigant) - 2. miejsce
17. Kreischberg – 18 stycznia 1997 (slalom równoległy) - 2. miejsce
18. Mont-Sainte-Anne – 31 stycznia 1997 (slalom) - 2. miejsce
19. Grächen – 6 marca 1997 (slalom) - 3. miejsce
20. Zell am See – 20 listopada 1997 (slalom równoległy) - 3. miejsce
21. Sölden – 29 listopada 1997 (gigant) - 2. miejsce
22. Sestriere – 7 grudnia 1997 (gigant) - 2. miejsce
23. Oberstdorf – 26 lutego 1998 (slalom równoległy) - 3. miejsce
24. Zell am See – 13 listopada 1998 (slalom równoległy) - 2. miejsce
25. Tandådalen – 20 listopada 1998 (gigant równoległy) - 3. miejsce
26. Naeba – 20 lutego 1999 (slalom równoległy) - 2. miejsce
27. Kreischberg – 6 marca 1999 (slalom równoległy) - 3. miejsce
28. Morzine – 9 stycznia 2000 (slalom równoległy) - 3. miejsce
29. Park City – 5 marca 2000 (gigant) - 3. miejsce
30. Tignes – 19 listopada 2000 (gigant) - 3. miejsce
31. Gstaad – 10 stycznia 2001 (slalom równoległy) - 3. miejsce
32. Valle Nevado – 8 września 2001 (gigant równoległy) - 2. miejsce
33. Valle Nevado – 9 września 2001 (slalom równoległy) - 3. miejsce
34. Ischgl – 30 listopada 2001 (slalom równoległy) - 3. miejsce
35. Mont-Sainte-Anne – 15 grudnia 2001 (slalom równoległy) - 2. miejsce
36. Maribor – 9 lutego 2003 (slalom równoległy) - 2. miejsce
37. Sapporo – 28 lutego 2003 (gigant równoległy) - 2. miejsce
38. Tandådalen – 21 marca 2002 (slalom równoległy) - 1. miejsce

- W sumie 5 zwycięstw, 19 drugich i 14 trzecich miejsc.